# Tantu Pagelaran
Tantu Pagelaran o Tangtu Panggelaran es un manuscrito javanés antiguo escrito en lengua kawi que se originó en el periodo Majapahit del siglo XV. El manuscrito describe el origen mítico de la isla de Java.

## Leyenda del traslado de Meru a Java
El manuscrito explicaba que Batara Guru (Shiva) ordenó al dios Brahma y a Vishnu que llenaran la isla de Java de seres humanos. Sin embargo, en aquella época la isla de Java flotaba libremente en el océano, siempre tambaleándose y sacudiéndose. Para inmovilizar la isla, los dioses decidieron clavarla sobre la tierra moviendo una parte del Mahameru en Jambudvipa (India) y fijándola sobre Java.
El dios Vishnu se transformó en una tortuga gigante y cargó una parte del monte Meru sobre su espalda, mientras que el dios Brahma se transformó en una naga serpiente gigante y envolvió su cuerpo alrededor de la montaña y la espalda de la tortuga gigante, para que el monte Meru pudiera ser transportado a salvo a Java. 
Inicialmente los dioses colocaron la montaña sagrada en la primera parte de Java a la que habían llegado, que es la parte occidental de Java. Sin embargo, el enorme peso de la montaña Meru había inclinado la isla y causado el desequilibrio; el extremo oriental de Java se había elevado mucho. Los dioses decidieron desplazar la montaña hacia el este; al hacerlo, los dioses dispersaron los fragmentos de montaña y crearon los volcanes y las regiones montañosas se extendieron de oeste a este a lo largo de Java. Cuando la parte principal de la montaña Meru se adhirió a la parte oriental de Java, la isla seguía inclinada y no estaba bien equilibrada, esta vez fue la parte occidental la que se levantó. Para equilibrar la isla, los dioses cortaron una pequeña punta y la colocaron en la parte noroeste de Java oriental. La punta se convirtió en el monte Pawitra que hoy se identifica con el monte Penanggungan, mientras que la parte principal del monte Meru se convirtió en el volcán Semeru y se convirtió en la morada del Señor Shiva. 
Cuando Sang Hyang Shiva llegó a Java, vio muchas plantas Jawawut, por lo que la isla recibió el nombre de Java. Vishnu se convirtió en el primer gobernante de Java y encarnó como el rey llamado Kandiawan. Trajo las civilizaciones y mantuvo el orden y gestionó los asuntos gubernamentales, sociales y religiosos.

## Interpretación
La naturaleza volcánica montañosa y las condiciones geográficas de las islas de Java y Bali se corresponden y se adecuan con la mitología hindú. La cosmología hindú creía que el Monte Meru o Mahameru es la morada de los dioses y conectaba el reino de los mortales con el svarga, el reino de los dioses. Los pueblos Java y Bali aún veneran la montaña como morada de dioses, Devata, Hyang y otros seres espirituales. La leyenda que menciona que la isla de Java tiembla de vez en cuando se interpreta como la forma tradicional de los nativos de explicar los terremotos fenómenos naturales.